# Левонтин, Йехиэль-Йосеф
Левонтин Йехиэль-Йосеф (1861, Орша, Могилёвской губернии — 22 октября 1936, Тель-Авив, подмандатная Палестина) — еврейский писатель, общественный деятель.

## Биография
Родился в богатой хасидской семье приверженцев направления Хабад. Получил традиционное образование и общее образование в реальной гимназии. В 1888 окончил Московское высшее техническое училище (по специальности инженер), работал на железной дороге в Рязани.
Активно участвовал в сионистском движении. Накануне революции переехал в Москву. Был среди основателей московского кружка «Бней Цион». Входил в московский комитет Сионистской организации России.
Печатался в периодических изданиях на русском языке и иврите. Первые рассказы были опубликованы в 1891 в «Хамелиц». Автор книг.
В 1922 эмигрировал в Эрец-Исраэль и поселился в Тель-Авиве. Занимался созданием кооперативов.